# Sondra Currie
Pour les articles homonymes, voir Currie.
Sondra Currie, née le 11 janvier 1947 à Los Angeles, (Californie, États-Unis), est une actrice et scénariste américaine.

## Biographie
Elle est née à Los Angeles, elle est la fille de l'actrice de cinéma des années 1940, Marie Harmon, elle a deux sœurs actrices jumelles Cherie Currie et Marie Currie. Elle a été mariée à Tony Young du 20 mars 1976 à 1986. Elle est mariée à Alan J. Levi (en) depuis 1989.

## Filmographie
| Année | Titre                              | Rôle                      |
| ----- | ---------------------------------- | ------------------------- |
| 1970  | Rio Lobo                           | prostituée de Blackthorne |
| 1971  | Teenage Seductress                 | Terri                     |
| 1972  | Class of '74                       | Maggie, la rousse         |
| 1974  | Policewomen                        | Lacy Bond                 |
| 1974  | Mama's Dirty Girls                 | Addie                     |
| 1975  | Fugitive Lovers                    | Tara Alexander            |
| 1975  | Jessi's Girls (ou Wanted Women)    | Jessica                   |
| 1980  | The Last Married Couple in America | Lainy                     |
| 1982  | Voyager from the Unknown           | Agnes Spence              |
| 1982  | The Concrete Jungle                | Katherine                 |
| 1986  | The Education of Allison Tate      | Pamela Tate               |
| 1989  | The Return of Sam McCloud          | Rachel                    |
| 1991  | Joey Takes a Cab                   | Winnie                    |
| 1992  | Illicit Behavior                   | Yolanda                   |
| 1994  | Alien Nation: Dark Horizon         | Teri Cloth                |
| 1995  | The Secretary                      | Mary Quinn                |
| 1996  | Kid Cop                            | Edna Jacobs               |
| 2001  | Mach 2                             | Courtney Davi             |
| 2001  | Kept                               | Natalie                   |
| 2001  | The Perfect Wife                   | Nora Toling               |
| 2002  | Cottonmouth                        | Charlene Fannin           |
| 2005  | Thicker than Water                 | Sally                     |
| 2007  | Lords of the Underworld            | Barbara                   |
| 2009  | The Hangover                       | Linda Garner              |
| 2011  | The Hangover Part II               | Linda Garner              |
| 2013  | The Hangover Part III              | Linda Garner              |

### Téléfilm
| Année     | Titre                                             | Rôle                                      |
| --------- | ------------------------------------------------- | ----------------------------------------- |
| 1971      | Mannix, S4-Ep21, 'Voix dans l'ombre'              | Miss Crawford                             |
| 1972      | Ironside                                          | Cindy Love                                |
| 1973      | Adam-12                                           | Betty Edwards                             |
| 1974      | The Odd Couple                                    | fille dans l'avion                        |
| 1975      | Kolchak: The Night Stalker                        | Vicky                                     |
| 1975      | Police Woman                                      | Reyne                                     |
| 1976      | Bronk                                             |                                           |
| 1976      | Starsky and Hutch                                 | Marsha Stearns                            |
| 1977      | 79 Park Avenue                                    |                                           |
| 1977      | The Bob Newhart Show                              | Nora Dubois                               |
| 1978      | Eight Is Enough                                   |                                           |
| 1978      | CPO Sharkey                                       | Madeline                                  |
| 1978      | Hulk                                              | Stephanie                                 |
| 1978      | L'Ancien Testament (Greatest Heroes of the Bible) | Rahab                                     |
| 1980      | Barnaby Jones                                     | Ruby                                      |
| 1981      | The Misadventures of Sheriff Lobo                 | infirmière                                |
| 1981      | Sanford                                           | Miss Pender                               |
| 1982      | Voyagers!                                         | Agnes Spence                              |
| 1982      | K 2000                                            | Francesca Morgan                          |
| 1983      | Tales of the Gold Monkey                          | Phyllis Shoemate                          |
| 1983      | Magnum, P.I.                                      | Wanda Martine, Princesse de Turbia        |
| 1984      | Scène de crime                                    |                                           |
| 1977/1984 | Three's Company                                   | Arlene Price / Shelley Green / Sherry Lee |
| 1984      | Airwolf                                           | Diana Norris / Gloriana                   |
| 1985      | Misfits of Science                                | Sherri                                    |
| 1985      | New Love, American Style                          |                                           |
| 1985      | Rituals                                           | Margo Field                               |
| 1986      | The Golden Girls                                  | Margaret Spencer                          |
| 1988      | Paire d'as                                        |                                           |
| 1988      | Probe                                             | Tish Smith                                |
| 1982/1988 | Simon & Simon                                     | Claire Hipple / Harriet Pullbrook         |
| 1989      | A Peaceable Kingdom                               |                                           |
| 1991      | They Came from Outer Space                        | Sylvia Vincent                            |
| 1990/1991 | Columbo                                           | Mrs. Rocca / Sgt. Hubach                  |
| 1992      | Murder, She Wrote                                 | Carol Kendall                             |
| 1992      | Cheers                                            | Katherine Gaines                          |
| 1994      | RoboCop                                           | Janet Lewis                               |
| 1995      | Family Matters                                    | Sharon                                    |
| 1995      | The Cosby Mysteries                               | Sheila Chadwick                           |
| 1998      | Touched by an Angel                               | Anne                                      |
| 2000      | JAG                                               | Angela Ritter                             |
| 2001      | The Fugitive                                      | Dr. Hammend                               |
| 2002      | The Bold and the Beautiful                        | Dr. Whitney                               |
| 2003      | ER                                                | Dottie Shroeder                           |
| 2003      | 7th Heaven                                        | Juge Lanzo                                |
| 2006      | NCIS                                              | Lillian Hencheck                          |
| 2009      | The Secret Life of the American Teenager          | Eunice Johnson                            |
| 2009      | Mental                                            | Judy DelCarlo                             |
| 2011      | Chemistry                                         | Olivia Delacourt                          |
| 2010-2013 | The Reel Housewives of Theatre West               | Sondra                                    |
| 2013      | Love Thy Neighbor                                 | Vivian                                    |
| 2016      | Supernova 45                                      | General Tai                               |